# 2024212005 UQ
(202421) 2005 UQ513 2005 UQ513 هو جسم حزام كايبر كلاسيكي وفق تصنيف مركز الكواكب الصغيرة
 وجرم منفصل وفق تصنيف المسح البروجي العميق  وكوكب قزم محتمل بناء على تصنيف موقع الفلكي الأمريكي مايكل بروان.

## خصائص
(202421) 2005 UQ513 لة قدر مطلق 3.4. طيف 2005 UQ513 أحمر جدا. مشابة لكوارر ، مما يدل على أن سطحه ربما يحتوي على جزيئات عضوية كثيرة ومعقدة.
.يظهر المنحنى الضوئي تغيرات قدرها Δm=0.3 mag ولكن لم يتم قياس فترتة المدارية حتى الآن.
2005 UQ513 يبعد الآن عن الشمس 48.8 وحدة فلكية

وسوف يصل إالي الحضيض المقدر بحوالي 37.3 وحدة فلكية عام 2123 تقريبا. ورصد 194 خلال 14 مقابلة في صور مستردة تعود لعام 1990.

## وصلات خارجية
- (202421) 2005 UQ513 Precovery Images
- 2024212005 UQ في قاعدة بيانات مختبر الدفع النفاث لأجرام النظام الشمسي الصغيرة

- الاكتشاف · مخطط المدار ·  العناصر المدارية · المعلمات المادية